# Brandhofen
Brandhofen ist ein Gemeindeteil der Gemeinde Petting im oberbayerischen Landkreis Traunstein.

## Geschichte
Der Weiler im Tal der Götzinger Achen wurde erstmals 1315 in einer Urkunde genannt.

## Baudenkmäler
Siehe: Liste der Baudenkmäler in Brandhofen
Der Weiler mit drei Höfen ist als Bauensemble geschützt.